# Eyþór Ingi Gunnlaugsson
Eyþór Ingi Gunnlaugsson (n. 29 mai 1989) este un cântăreț islandez, care a reprezentat Islanda la Concursul Muzical Eurovision 2013 cu melodia Ég á líf.